# Keystone Cops

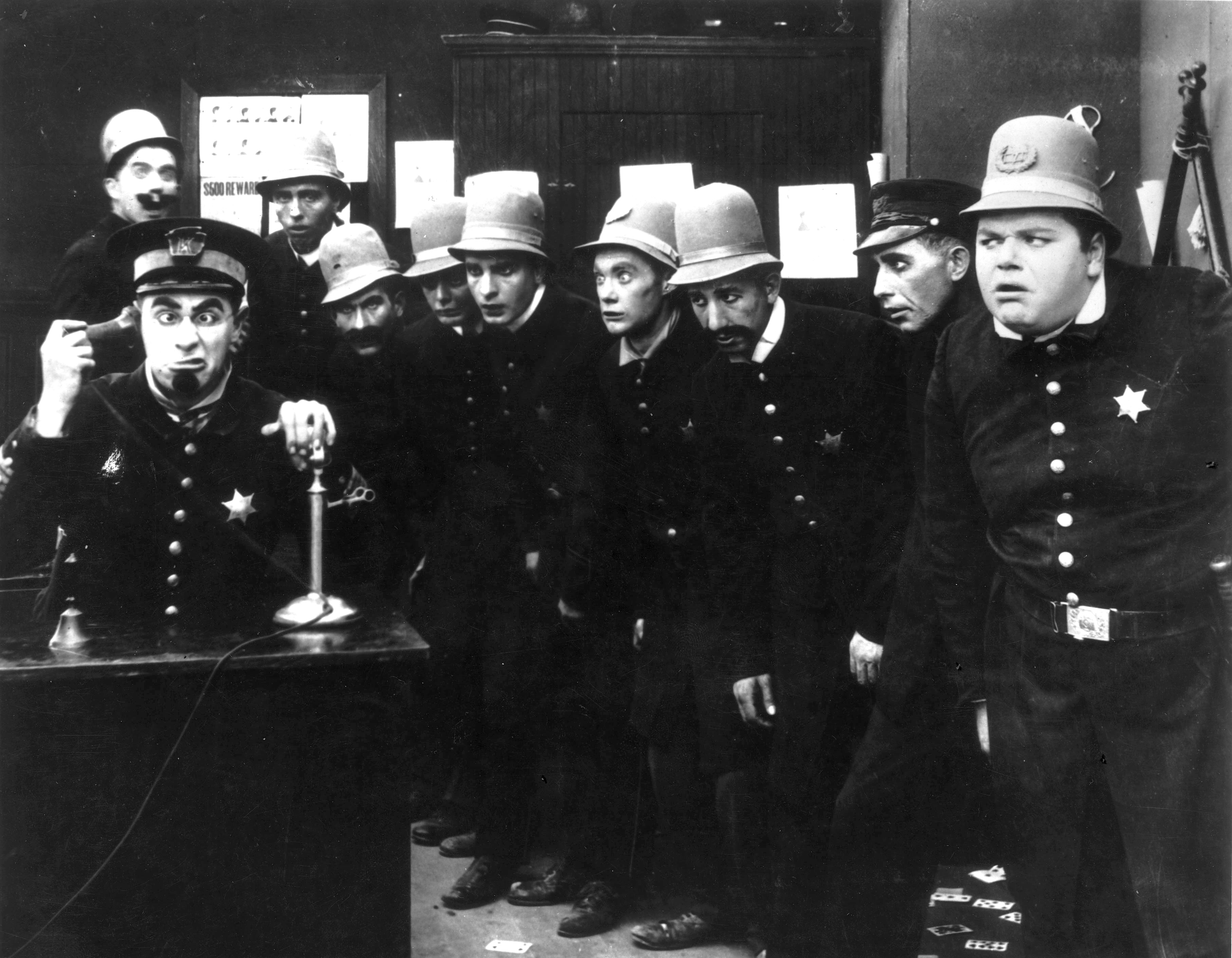
The Keystone Cops i en typisk pose i filmen In the Clutches of the Gang (1914). Polisen vid skrivbordet är Ford Sterling. Polisen precis bakom Sterling till vänster är Edgar Kennedy. Polisen längst till höger är Roscoe Arbuckle. Den unge konstapeln med utstående ögon, fjärde från höger, är Arbuckles brorson Al St. John. Medverkande i rollerna ändrades mellan filmerna, många av de individuella medlemmarna var skådespelare inhyrda för dagen (per diem) och är fortfarande oidentifierade.

Keystone Cops var en serie stumfilmkomedier från USA innehållande en fullkomligt inkompetent grupp poliser producerade av Mack Sennett för hans Keystone Film Company mellan 1912 och 1917. Idén kom från Hank Mann, som också spelade polischef Tehiezel i första filmen innan han byttes ut mot Ford Sterling. Den första filmen var Hoffmeyer's Legacy (1912) men deras popularitet kom från kortfilmen The Bangville Police från 1913 med Mabel Normand i huvudrollen.
I USA har Keystone Cops blivit en metafor för klantigt eller inkompetent polisarbete.

## Bakgrund
Så tidigt som 1914 skiftade Sennet poliserna från huvudroll till bakgrundsensemble, till stöd för komiker som Charlie Chaplin och Fatty Arbuckle. Poliserna hade sekundära roller bland annat tillsammans med Marie Dressler, Mabel Normand och Chaplin i den första komedin i fullängd av Sennett, Tillie's Punctured Romance (1914). Poliserna skådespelade även i Mabel's New Hero (1913) med Normand och Arbuckle, Making a Living (1914) med Chaplin, In the Clutches of the Gang (1914) med Normand, Arbuckle, och Al St. John, och Wished on Mabel (1915) med Arbuckle och Normand, med flera.
Komediskådespelare som Chester Conklin, James Finlayson, och Ford Sterling spelade också som Keystone Cops, likväl som regissören Del Lord.
De ursprungliga Keystone Cops var George Jeske, Bobby Dunn, Mack Riley, Charles Avery, Slim Summerville, Edgar Kennedy och Hank Mann. 2010 hittades den försvunna filmen A Thief Catcher i Michigan. Den filmades 1924 med  Ford Sterling, Mack Swain, Edgar Kennedy och Al St. John och innehåller en tidigare okänd medverkan av Charlie Chaplin som Keystone Kop.